# Heinz Thorenz
Heinz Thorenz (ur. 1923, zm. ?) – zbrodniarz nazistowski, członek załogi niemieckiego obozu koncentracyjnego Dachau. SS-Rottenführer.
Z zawodu stolarz. Od października 1942 do 29 kwietnia 1945 pełnił służbę w kompleksie obozowym Dachau. Przez zdecydowaną część czasu przebywał w obozie głównym. Oprócz tego przez cztery miesiące pełnił służbę w podobozie Kempten (od końca października 1944) oraz cztery tygodnie w podobozach Allach i Friedrichshofen. W Kempten był wartownikiem i odpowiadał za psy strażnicze.
W procesie US vs. Heinz Thorenz, który miał miejsce w dniach 11–12 września 1947 przed amerykańskim Trybunałem Wojskowym w Dachau skazany został na 5 lat pozbawienia wolności za wielokrotne maltretowanie więźniów i szczucie ich psem.